# Orthomegas marechali
Orthomegas marechali es una especie de escarabajo longicornio del género Orthomegas, tribu Callipogonini, subfamilia Prioninae. Fue descrita científicamente por Bleuzen en 1993.

## Descripción
Mide 54-95 milímetros de longitud.

## Distribución
Se distribuye por Colombia, Costa Rica, Ecuador, Nicaragua y Panamá.